# Łapiguz
Łapiguz – wieś w Polsce, położona w województwie lubelskim, w powiecie zamojskim, w gminie Zamość.
W latach 1975–1998 miejscowość administracyjnie należała do województwa zamojskiego.
Wieś jest sołectwem w gminie Zamość. Według Narodowego Spisu Powszechnego z roku 2011 wieś liczyła 437 mieszkańców.
Wierni Kościoła rzymskokatolickiego należą do parafii Matki Bożej Częstochowskiej w Czołkach lub do parafii św. Bartłomieja Apostoła w Sitańcu.

## Części wsi
| SIMC    | Nazwa     | Rodzaj    |
| ------- | --------- | --------- |
| 0906284 | Kolonia   | część wsi |
| 0906290 | Ośrodek   | część wsi |
| 0906309 | Starowieś | część wsi |

## Historia
Łapiguz, wcześniej Łapigury. Nazwa Łapiguz pojawiła się w roku 1725: „Łapiguz zwaną karczmę na gościńcu i też austerię w Łapiguzie zupełnie zrujnowaną wymieniają inwentarze Sitańca z roku 1725 i z roku 1806”.
Według Słownika geograficznego Królestwa Polskiego z roku 1884 Łapiguz dawniej Łapigury, folwark w powiecie zamojskim, gminie Wysokie, parafii Sitaniec leży nad rzeką Łabuńką i wraz z folwarkiem Borowina, Białobrzegi, Wolica-Sitaniecka, Wysokie, Wólka-Złojecka, Zarudzie, Złojec, Siedliska i Sitaniec, sianowi dobra Ordynacyi Zamoyskich Bortatycze, liczące 31 domów i 4253 mórg rozległości n437a co składa się: ziemia orna 2477 mórg, łąki 733 mórg i las 1043 mórg. Jak podaje opis słownika: gleba urodzajna, lasy mieszane dobre.